# Линейчатый мунго
Линейчатый мунго, или узкополосый мунго (Mungotictis decemlineata), также известный под малагасийским названием «boky-boky» (произносится: [‘bu: ki-‘bu: ki]) — хищное млекопитающее из семейства мадагаскарских виверр, из подсемейства мунго. Живёт в сухих листопадных лесах в западной и юго-западной частях Мадагаскара. В настоящее время обнаружен также в междуречье Цирибихины (англ. «Tsiribihina») и Мангоки (англ. «Mangoky»).
В списках МСОП проходит как уязвимый вид.

## Питание, поведение и среда обитания
Проведённые исследования показывают, что линейчатый мунго ест в основном насекомых, но также поедает и птичьи яйца, а также множество мелких позвоночных: грызунов, птиц, змей, даже мелких лемуров, например серых мышиных лемуров.
Линейчатый мунго — дневное животное. Живёт матриархальными семейными группами, причём детёнышей воспитывает вся стая. Обычно больше всего заботы получают детёныши доминирующей самки, потомство же низших по рангу самок фактически предоставлено само себе. Узкополосые мунго строят небольшие гнёзда на деревьях или в зарослях кустарника. Могут сосуществовать на одном дереве с ведущими ночной образ жизни тонкотелыми лемурами, при этом практически не обращают на последних внимания.

## Охранный статус
В настоящее время МСОП классифицирует узкополосого мунго как уязвимый вид. Основная угроза этому виду — разрушение среды обитания. Сухие леса западной части Мадагаскара в значительной степени фрагментированы и испытывают более сильное воздействие человека, чем дождевые тропические леса восточной части острова. Основная причина сокращения площади сухих листопадных лесов на Мадагаскаре — подсечно-огневое земледелие (местное население до сих пор занимается им, ведя натуральное хозяйство), а также вырубка деревьев ради мёда диких пчёл и древесины.